# Засмажка
За́смажка (також за́пражка, пасеро́вка) — це овочі, коріння, гриби, борошно, приготовані на жирі за допомогою техніки пасерування за температури 120—130°С. Використовується в українській кулінарії для приготування різноманітних страв; для покращення смакових якостей супів, інших страв, підлив та соусів.

## Галерея

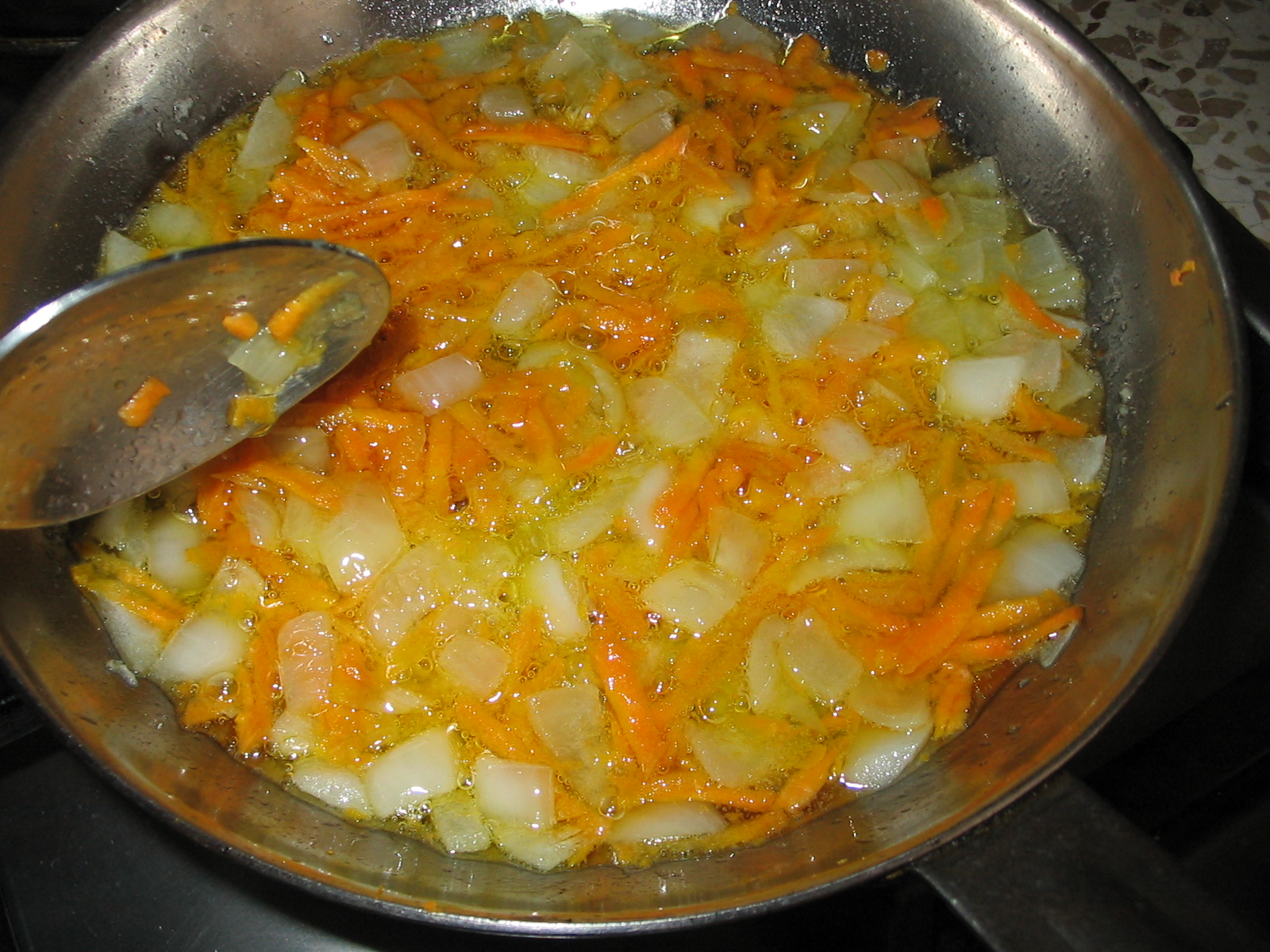
Засмажка з цибулі та моркви для заправки світлих супів
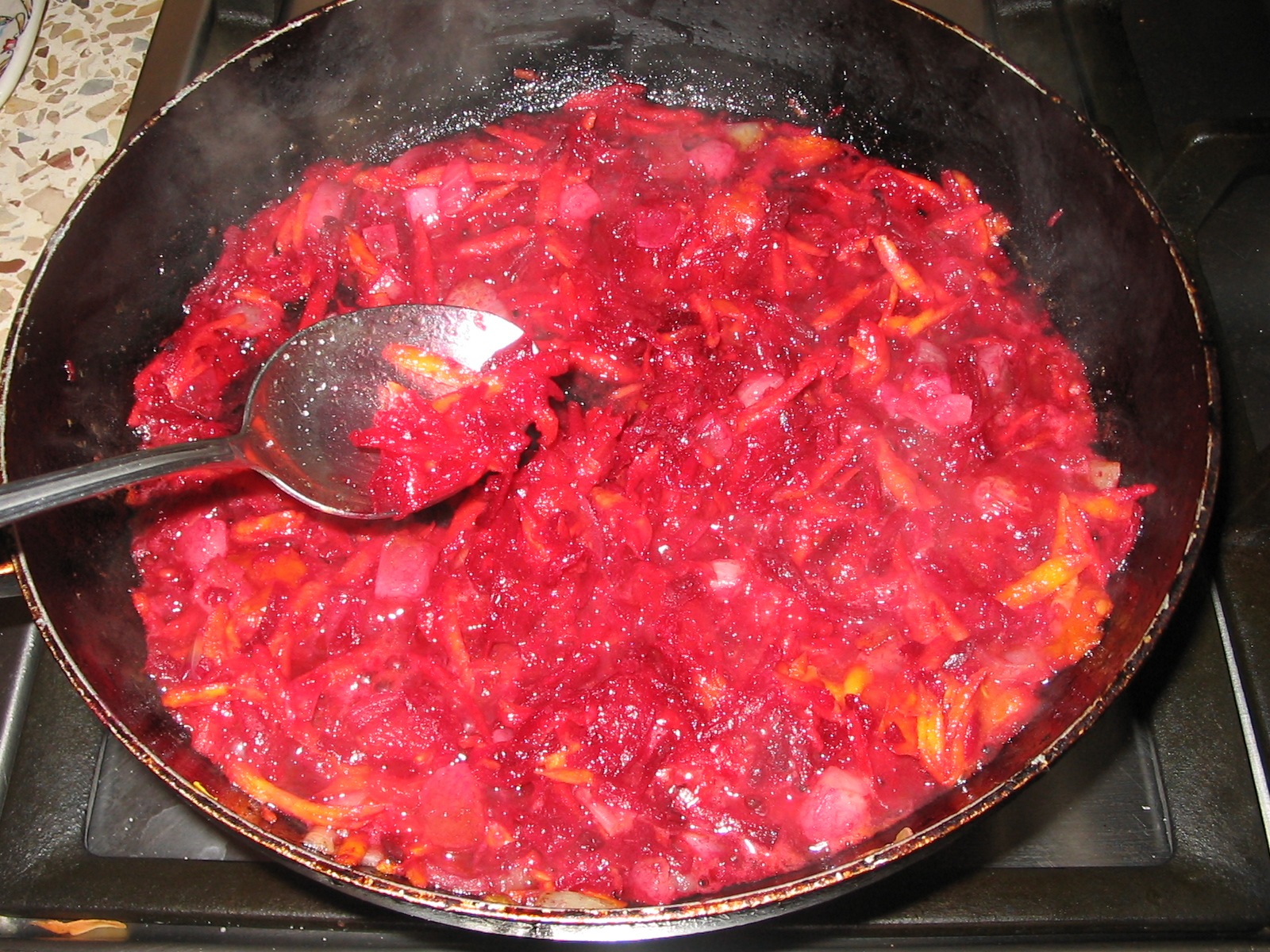
Засмажка з цибулі, моркви, столового буряка, томату та борошна для заправки борщу
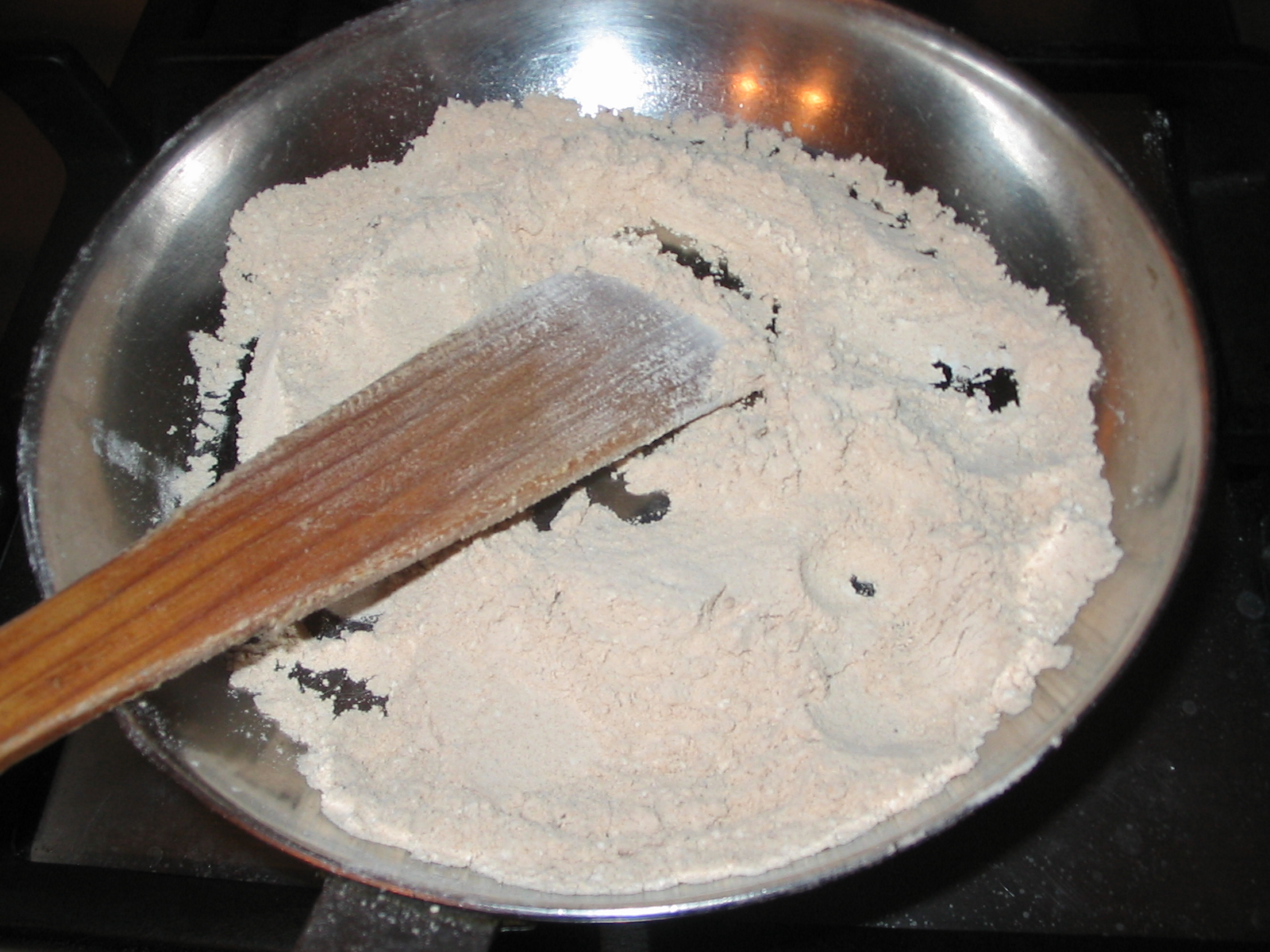
Засмажка з борошна для приготування підлив
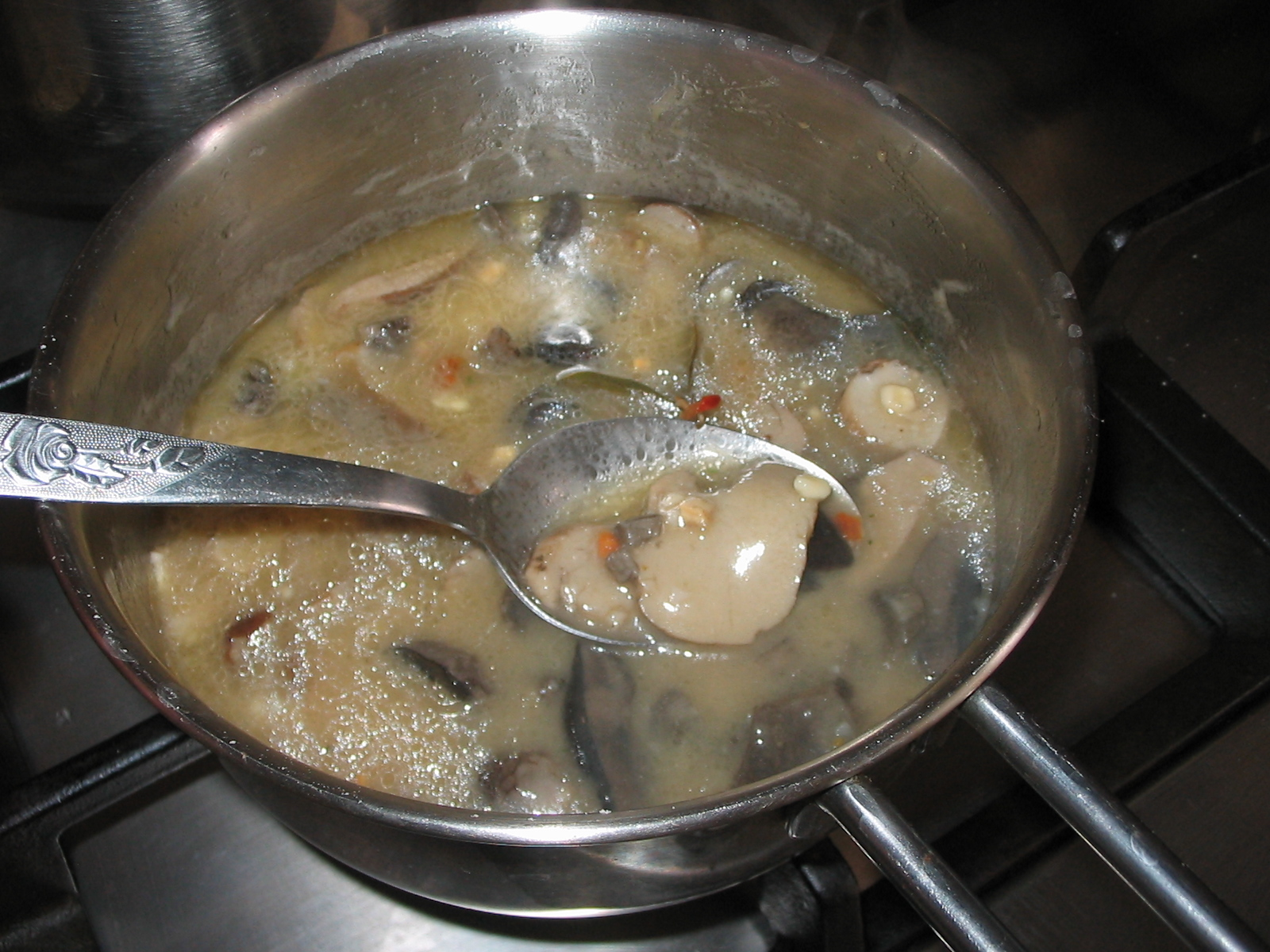
Грибна підлива на основі праженого борошна
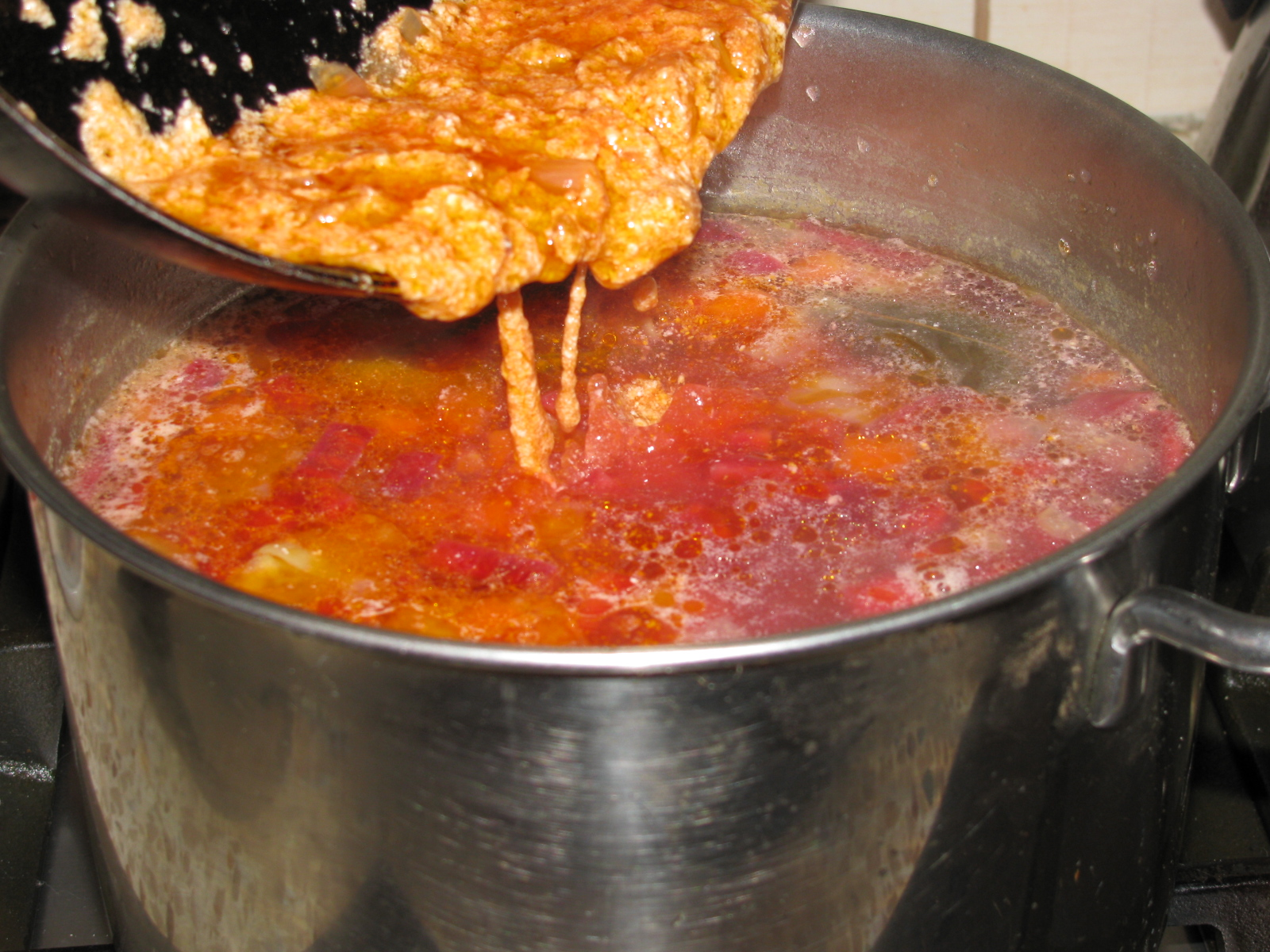
Заправка борщу засмажкою
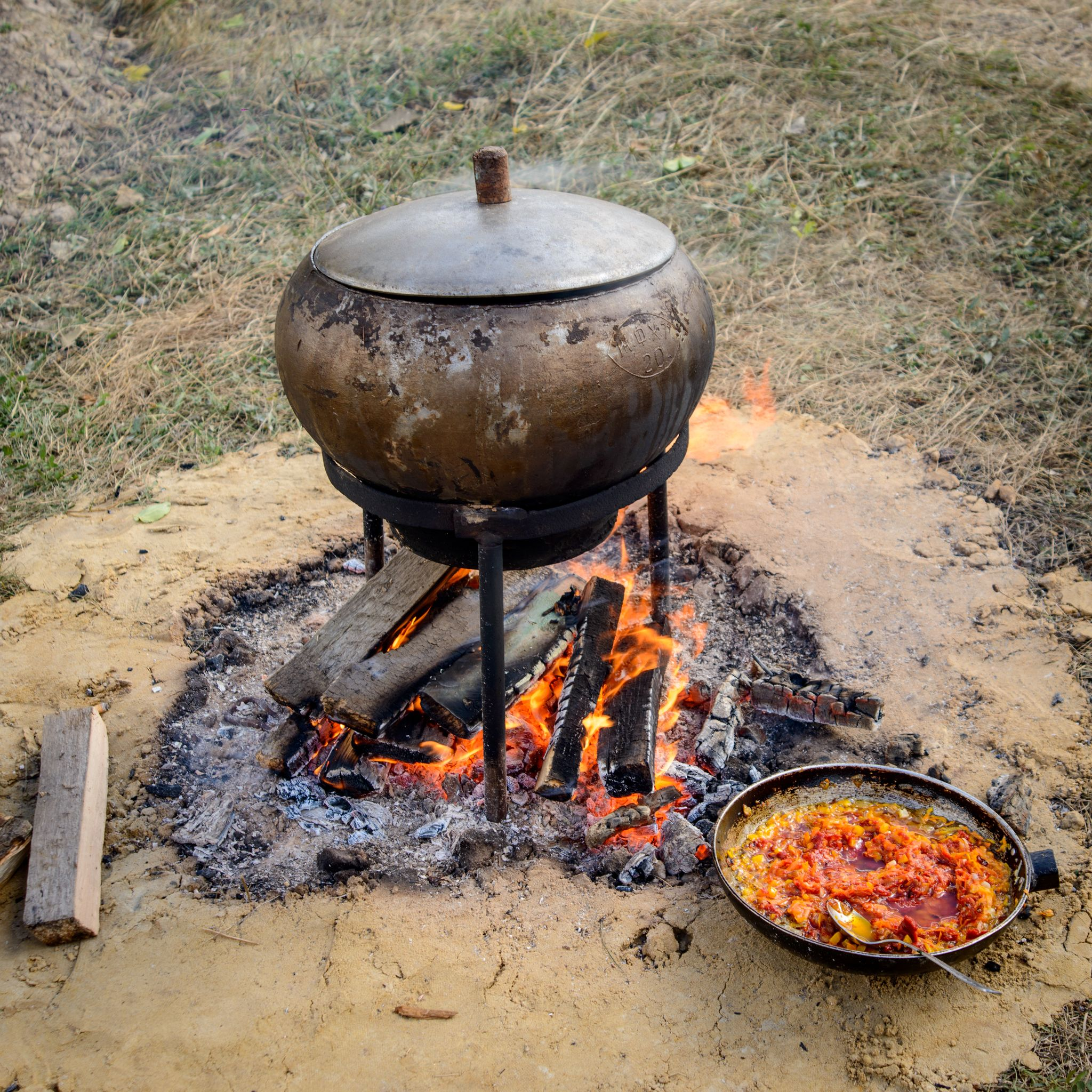
Засмажка для борщу в польових умовах